# Yegen
 (juin 2017).
Si vous disposez d'ouvrages ou d'articles de référence ou si vous connaissez des sites web de qualité traitant du thème abordé ici, merci de compléter l'article en donnant les références utiles à sa vérifiabilité et en les liant à la section « Notes et références ».
Yegen est une commune rurale espagnole appartenant à la municipalité d'Alpujarra de la Sierra, dans la province de Grenade, communauté autonome de l'Andalousie. Elle est située dans la partie orientale de la région de l'Alpujarra Granadina, à 9 km de la limite avec la province d'Almería.
Yegen s'est fait connaître après avoir été décrite par l'écrivain hispaniste Gerald Brenan dans les pages de son livre Au sud de Grenade. L'écrivain anglais a expliqué ainsi son attraction pour le lieu où, au début des années 1920, il s'est installé.